# Дзякурэн
Дзякурэн, Дзякурэн-хоси, Монах Дзякурэн (寂蓮, наст. имя 藤原定長 Фудзивара-но Саданага, 1139 — 1202) — японский аристократ из клана Фудзивара, один из ведущих поэтов второй половины XII века. Служил при дворе императора Такакуры, где, участвуя во всех проводимых при дворе поэтических состязаниях, зарекомендовал себя мастером поэзии. Ещё при дворе составлял поэтические антологии. В 1172 году стал буддийским монахом, приняв имя Дзякурэн-хоси. Оставил после себя домашнюю антологию «Дзякурэн-хоси-сю». Его стихи в жанре вака входят во все ведущие антологии, включая «Сэндзайвакасю» и «Хякунин иссю».